# Distrito de Ponuga
El distrito de Ponuga fue un antiguo distrito del departamento de Veraguas (luego provincia de Veraguas), que abarcó la zona actual del distrito de Santiago que colinda con el golfo de Montijo. Tuvo como cabecera al pueblo de Ponuga.
Mediante la Ley 46 de 1882, el distrito fue degradado a aldea y luego mediante la Ordenanza 4 de 1896, fue integrado al distrito de Santiago.